# Stephen Heys
Stephen Heys (1879 – sau 1909) là một cầu thủ bóng đá người Anh từng thi đấu ở vị trí hậu vệ. Sinh ra ở Accrington, Lancashire, he thi đấu bóng đá non-league cùng với Colne trước khi gia nhập Burnley ở giải hạng hai vào tháng 5 năm 1906. Ông còn ra mắt tại Football League vào ngày 12 tháng 10 năm 1907 trong thất bại 0–1 trước Fulham tại Turf Moor. Heys không có thêm một lần ra sân ở đội một cho Burnley và chuyển đến Haslingden vào tháng 5 năm 1909.